# Joseph Lederer (Komponist, 1877)
Anton Joseph Lederer (* 16. Dezember 1877 in Dresden; † 1958 in Oedt) war ein deutscher Geiger und Komponist.

## Leben und Wirken
Er war der Sohn des Dresdner Rechtsanwalts und Notars Karl Franz Lederer. Bereits während der Schulzeit spielte er Geige. An der Staatskapelle Dresden erhielt er 1897 eine Anstellung als Geiger und wurde königlich-sächsischer Kammermusiker. Daneben betätigte sich Lederer als Komponist. Von ihm stammen die  Märchenspiele Christrosen und Rübezahls Patenkind, die Oper Frithjof, das Musikdrama Der Poanac und der Einakter Unter vier Augen. Letzterer erlebte 1924 in Dresden seine Uraufführung.